# Pool Malebo
El lago Malebo o directamente Pool Malebo (en inglés, piscina o estanque Malebo), antiguamente Stanley Pool y  lago Ngobila, es un lago natural del centro-oeste de África localizado en el cauce del río Congo, en la frontera entre la República del Congo y la República Democrática del Congo. Tiene aproximadamente 35 km de largo, y 23 km de ancho, y tiene varias islas en el centro, siendo la más grande la isla Bamu en el lado oeste.
Tanto la capital de la República Democrática del Congo, Kinshasa, como la de la República del Congo,  Brazzaville, se encuentran a orillas opuestas del Lago Malebo.
Pool Malebo es el comienzo de la parte navegable del río Congo ya que justo un poco más abajo el río desciende en una serie de rápidos conocidos como las Cataratas Livingstone.